# پهگواری
پهگواری (به انگلیسی: Phagwari) یک منطقهٔ مسکونی در پاکستان است که در ناحیه راولپندی واقع شده‌است. پهگواری ۱۳٬۰۶۰ نفر جمعیت دارد.